# Gärtner (månekrater)
Gärtner er resterne af et lavaoversvømmet nedslagskrater på Månen. Det befinder sig i den nordøstlige del af Månens forside og er opkaldt efter den tyske geolog Christian Gärtner (ca. 1750 – 1813).
Navnet blev officielt tildelt af den Internationale Astronomiske Union (IAU) i 1935. 

## Omgivelser
Gärtnerkrateret ligger i den nordlige udkant af Mare Frigoris. Dets sydlige halvdel er helt forsvundet, så Gärtner danner en halvcirkel ved marets rand. Mod nord ligger Democrituskrateret.

## Karakteristika
De tilbageværende rester af kraterranden er stærkt nedslidte og eroderede og udviser hakker og indrykninger forårsaget af senere nedslag. Kraterbunden har nogle få lave højderygge i dens nordlige del. Rillen Rima Gärtner løber fra kratermidten mod den nordøstlige rand med en samlet længde på omkring 30 kilometer. Det skålformede lille satellitkrater Gärtner D findes nær midtpunktet mellem de to kraterrande.

## Satellitkratere
De kratere, som kaldes satellitter, er små kratere beliggende i eller nær hovedkrateret. Deres dannelse er sædvanligvis sket uafhængigt af dette, men de får samme navn som hovedkrateret med tilføjelse af et stort bogstav. På kort over Månen er det en konvention at identificere dem ved at placere dette bogstav på den side af satellitkraterets midte, som ligger nærmest hovedkrateret. Gärtnerkrateret har følgende satellitkratere:
| Gärtner | Længde  | Bredde  | Diameter |
| ------- | ------- | ------- | -------- |
| A       | 60,7° N | 37,8° Ø | 14 km    |
| C       | 59,4° N | 31,0° Ø | 8 km     |
| D       | 58,5° N | 33,9° Ø | 8 km     |
| E       | 61,5° N | 43,8° Ø | 7 km     |
| F       | 57,5° N | 30,1° Ø | 14 km    |
| G       | 59,5° N | 39,8° Ø | 33 km    |
| M       | 55,5° N | 37,0° Ø | 11 km    |

## Måneatlas
- Billeder af Gartnerkrateret i LPI-måneatlasset
- USGS-kort